# Parques del Mandeo
Los parques del Mandeo son parte de un proyecto destinado a impulsar desarrollo sostenible en el entorno del Río Mandeo, que integra a los ayuntamientos de Aranga, Bergondo, Betanzos, Cesuras, Coirós, Curtis, Irijoa, Oza de los Ríos, Paderne y Sobrado de los Monjes, todos ellos en la provincia de La Coruña.
El Proyecto Mandeo abarca un periodo temporal que va de 2007 a 2013, y ha tenido como principales objetivos la optimización de los recursos del agua, la dinamización turística y la educación ambiental. Se llevó a cabo con fondos FEDER y a través de la Diputación de La Coruña, ha supuesto una inversión de 12,4 millones de euros y abarca actuaciones en torno a la cuenca del Río Mandeo en los diez municipios arriba citados, suponiendo en total 48 200 ha.

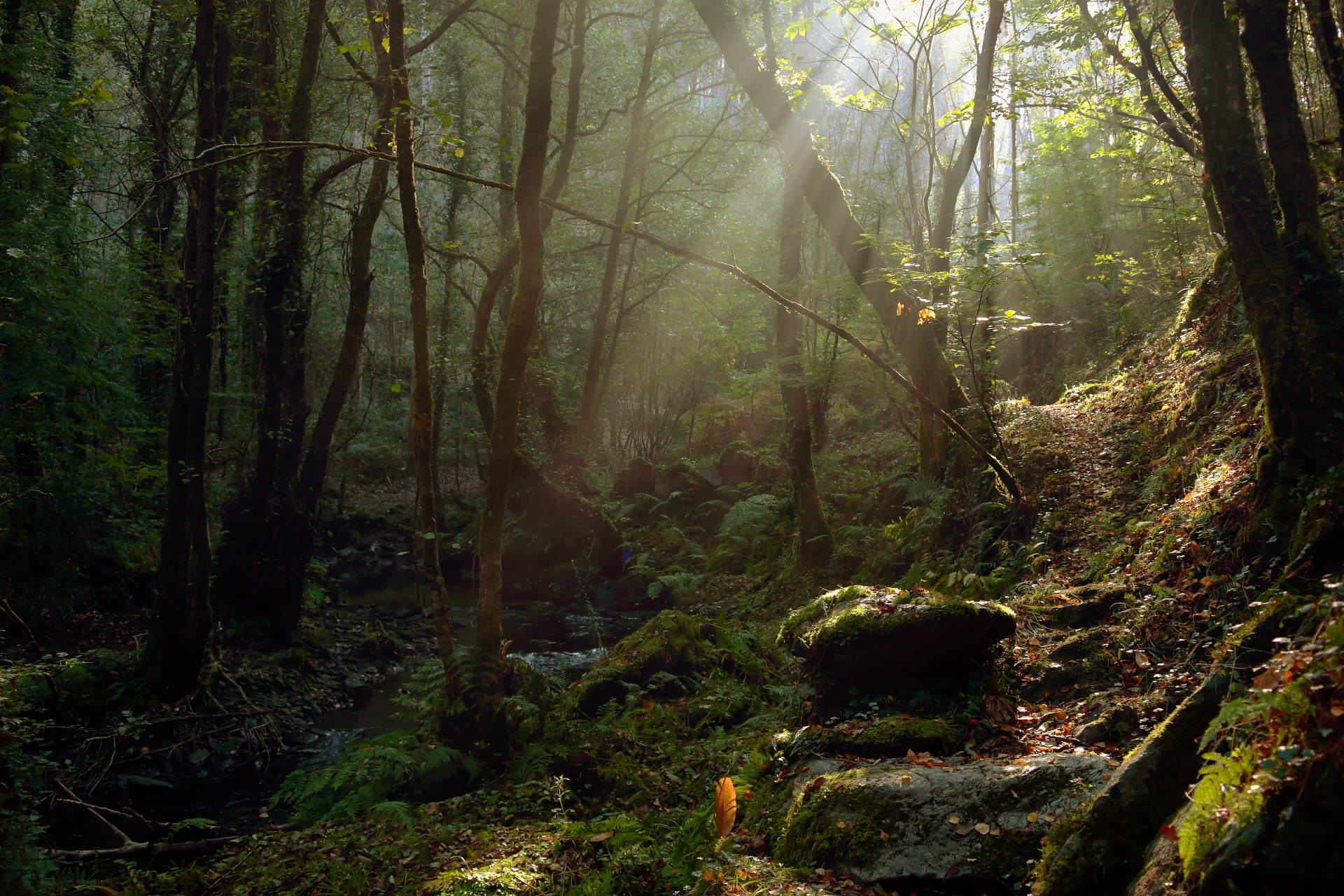
Barranco de la Loba

En la práctica el Proyecto Mandeo supuso la construcción de dos centros de interpretación, uno en Curtis y otro en Chelo; dos observatorios ornitológicos en Mariñán (Bergondo) y Souto, Santa María (Paderne); dos áreas de ocio en Barranco da Loba (Aranga) y A Rexidoira (Cesuras) y seis parques infantiles con área recreativa.
También llevó a cabo la señalización de 19 rutas de senderismo y bicicleta de montaña en el entorno del río Mandeo, de diferentes longitudes entre 900 metros y 26 kilómetros aproximadamente, y varios niveles de dificultad.
Los parques infantiles del Mandeo tienen zonas de juegos para niños de diferentes tipologías según su ubicación y también están equipados como área recreativa con mesas de merendero y, en algunos casos, barbacoas.
El parque de Agra-Reboredo (Cesuras) está en Oza dos Ríos y ocupa las dos márgenes del río con mobiliario y juegos de naturaleza. Se puede acceder en coche y hay rutas de senderismo señalizadas en la zona.

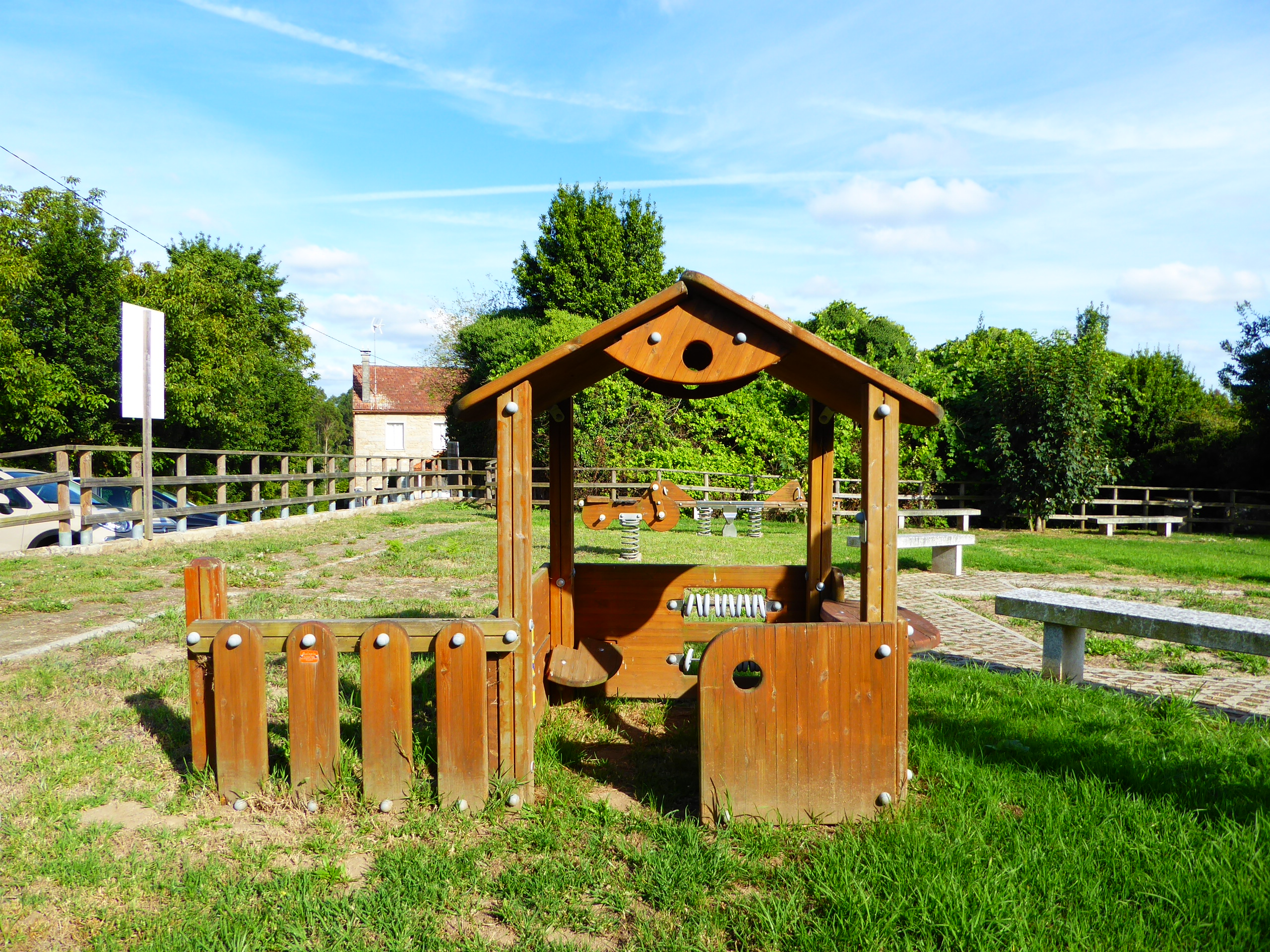
Parque infantil del Mandeo en Vilamourel (Paderne)

El parque de As Pías está en plena naturaleza en el transcurso de la ruta de senderismo SM-08, que va de Ambalasaugas a As Pías y consiste en un rocódromo, pirámide de cuerdas, zona de merendero y señalización de lo que fue la antigua central de As Pías ubicada en el lugar y que funcionó desde mediados del siglo XIX.
En Grixalba, cerca de los restos del campamento romano de Ciadella, hay también un parque del Mandeo. Está inspirado en esta temática e incorpora un parque de menhires, zona de merendero, paneles de señalización del entorno natural y juegos en madera imitando la estructura de los campamentos militares de la época.
En la playa de O Pedrido (Bergondo) también se ha instalado en el propio arenal una barca de inspiración marinera y algunos juegos que hacen referencia a la cultura de la pesca y la vida en el mar. Un merendero con barbacoas y un pequeño tren de madera para los más pequeños completan el conjunto.
También de estética militar romana hay un área de juegos con merendero y barbacoas en lo alto en Medín, Vilamourel (Paderne). Por el lugar pasa la ruta del Mandeo señalizada como SM-12 Ruta do Bocelo, de 7,5 km y que lleva el nombre de la antigua casa de baños que había junto al río. Sus ruinas aún pueden verse semiescondidas entre la maleza.
Y por último, en Ponte Aranga, también se ha instalado un área de recreo con juegos para los más pequeños y diversas estructuras para el descanso o comer al aire libre. Hay rutas de senderismo señalizadas en el entorno y otro parque infantil, que ya estaba antes de la actuación del proyecto Mandeo, a pocos metros.